# Sankofa Bowl 2017
Il Sankofa Bowl 2017 è stata la 1ª edizione dell'omonimo torneo di football americano.

## Squadre partecipanti
| Club                       | Città   | Stadio | Sponsor ufficiale |
| -------------------------- | ------- | ------ | ----------------- |
| Lagos Marines              | Lagos   |        |                   |
| Riviera Golf Golden Eagles | Abidjan |        |                   |

## I Sankofa Bowl
| Lagos 18 giugno 2017 | Riviera Golf Golden Eagles | 12 – 13 | Lagos Marines |  |

## Verdetti
- Lagos Marines Vincitori del Sankofa Bowl 2018